# 玛丽昂·霍夫曼
玛丽昂·霍夫曼（英語：Marion Hoffman，1949年9月29日—），澳大利亚女子田径运动员，主攻短跑。她曾代表澳大利亚参加1970年英联邦运动会田径比赛，获得一枚金牌和一枚铜牌。